# Dietmar Post

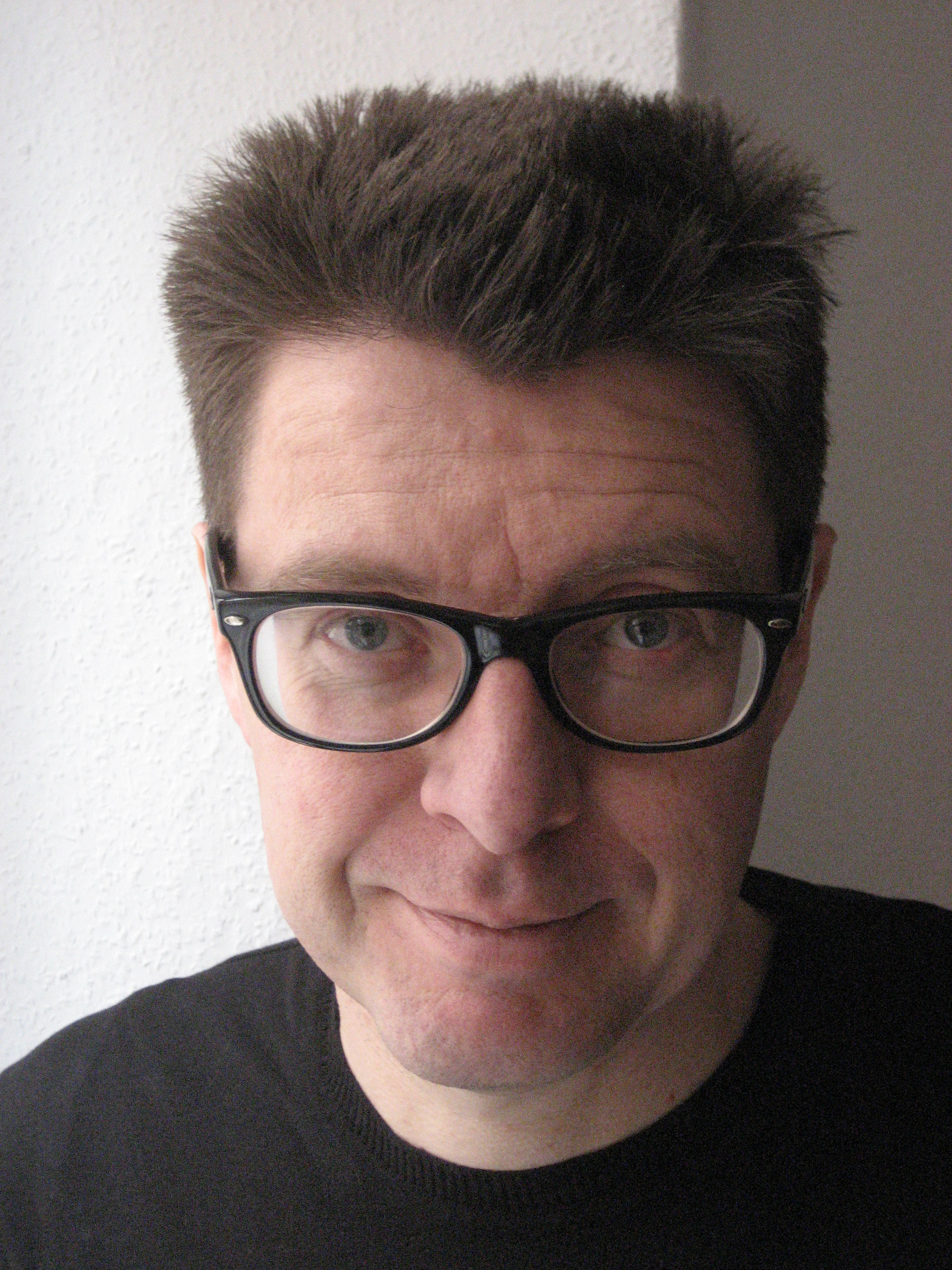
Dietmar Post, 2008

Dietmar Post (* 26. Dezember 1962 in Espelkamp) ist Filmregisseur und -produzent.

## Leben
Dietmar Post wurde in Espelkamp geboren und ist der jüngere Bruder des Politikers Achim Post. Er absolvierte nach dem Abitur am Espelkamper Söderblom-Gymnasium eine Lehre als Drucker. Danach studierte er Theater-, Film- und Fernsehwissenschaft und spanische Philologie in Berlin (Freie Universität) und Madrid (Complutense). Nach dem Magisterabschluss lebte und arbeitete er zwischen 1995 und 2003 in New York. Dort erstellte er an der New York University seinen ersten Kurzfilm Bowl of Oatmeal. Der zweite Kurzfilm Cloven Hoofed hatte seine Premiere auf dem Rotterdamer Filmfestival. Es folgten Assistenzen für Thomas Schadt (Wall Street), Reiner Holzemer (Walker Evans) und Lutz Dammbeck (The Net). Mit seiner Partnerin Lucía Palacios gründete er 1997 sowohl in New York als auch in NRW die Produktionsfirma Play Loud! Productions, die seit 2006 auch als DVD- und Plattenlabel fungiert. Seit dem Jahr 2000 produzieren sie regelmäßig eigene Dokumentarfilme.
2008 wurden Dietmar Post und Lucía Palacios für den Film Monks – The Transatlantic Feedback mit dem Adolf-Grimme-Preis ausgezeichnet. Das DOK.fest München schreibt, die filmische Handschrift von Palacios und Post setze auf die Darstellung multipler Perspektiven und erreiche dies durch ausführliche Gespräche mit den häufig sehr unterschiedlichen Protagonisten.
Kritiker nennen Post und Palacios das deutsche Pendant zu den Direct-Cinema-Regisseuren D. A. Pennebaker und Chris Hegedus.
Mit fachlichen Beiträgen ist Dietmar Post auch als Gesprächspartner der Tageszeitungen taz und junge Welt anzutreffen.

## Filmografie (Auswahl als Regisseur)
- 1996: Bowl of Oatmeal (USA)
- 1998: Cloven Hoofed (USA, D, Sp)
- 2002: Reverend Billy & The Church of Stop Shopping (USA, D, Sp)
- 2006: Monks – The Transatlantic Feedback (USA, D, Sp)
- 2009: Klangbad: Avant-garde in the Meadows (USA, D, Sp)
- 2010: Faust: Live at Klangbad Festival (USA, D, Sp)
- 2013: Franco's Settlers, Deutscher Titel: Die Siedler Francos (D, Sp)
- 2013: Donna Summer: Hot Stuff (D, USA)
- 2016: German Pop and Circumstance, Deutscher Titel: Deutsche Pop Zustände (D)
- 2018: Franco vor Gericht: Das spanische Nürnberg? (D, Sp)
- 2020: Stille (USA, D)
- 2022: Alan Suicide: Collision Drive (D, Sp, USA)
- 2024: Mona Mur in Conversation (D, Sp)

## Diskografie (Auswahl als Labelmacher)
- 2006: (pl-01) (single 7″) higgle-dy piggle-dy / monk time – The Fall/Alec Empire
- 2006: (pl-02) (double CD) Silver Monk Time – a tribute to the monks (Kompilation)
- 2007: (pl-03) (CD/LP) Monks Demo Tapes 1965 (gemeinsam mit Munster Records)
- 2008: (pl-04) (DVD) Monks – The Transatlantic Feedback
- 2009: (pl-05) (single 7″) complication / oh, how to do now – The Monks (erste offizielle Wiederveröffentlichung der 1966 Polydor-Single)
- 2009: (pl-06) (LP/DOWNLOAD) said my say – Floating di Morel
- 2009: (pl-07) (LP/DOWNLOAD) schlecht dran / gut drauf – Doc Schoko
- 2009: (pl-08) (single 7″/DOWNLOAD) drunken maria / monk chant – Gossip / The Raincoats
- 2009: (pl-09) (DOWNLOAD) more memory than now – Floating di Morel
- 2009: (pl-10) (DOWNLOAD) takna, pakna, g(k)ram… – Floating di Morel
- 2009: (pl-11) (DOWNLOAD) real people psych – Floating di Morel
- 2009: (pl-12) (DOWNLOAD, VIDEO & AUDIO) A Summer Evening with Floating di Morel, ein Film von Dietmar Post & Lucía Palacios
- 2009: (pl-13) (DOWNLOAD) einen gegen – Doc Schoko
- 2009: (pl-14) (DOWNLOAD) tränen + wölkchen ep – Doc Schoko
- 2009: (pl-15) (DOWNLOAD, VIDEO & AUDIO) Doc Schoko: Oktopus im Pentagramm, ein Film von Dietmar Post & Lucía Palacios
- 2010: (pl-16) (DOWNLOAD) "ø" – Baseline
- 2010: (pl-17) (DOWNLOAD) estado líquido – Baseline
- 2010: (pl-18) (DVD 9) Klangbad: Avant-garde in the Meadows zusammen mit Faust: Live at Klangbad Festival
- 2010: (pl-19) (DVD 9/DOWNLOAD) Faust: Live at Klangbad Festival zusammen mit Klangbad: Avant-garde in the Meadows
- 2010: (pl-20) (single 7″) so far / it's a bit of pain – Faust (Band) (erste offizielle Wiederveröffentlichung der Polydor-Single von 1972)
- 2010: (pl-21) (DVD 9) Reverend Billy & The Church of Stop Shopping

## Preise / Awards
- 1996: Philadelphia UFVA Film Festival (Bester Kurzfilm: Bowl of Oatmeal)
- 1998: Berlin Interfilm Eject (3. Publikumspreis: Bowl of Oatmeal)
- 2003: Melbourne Underground Film Festival (2. Bester Dokumentarfilm: Reverend Billy)
- 2004: Tarragona REC Film Festival (Publikumspreis Bestes Erstlingswerk: Reverend Billy)
- 2006: Leeds Film Festival (Publikumsliebling: The Transatlantic Feedback)
- 2006: Hessischer Filmpreis (Nominierung Bester Dokumentarfilm: The Transatlantic Feedback)
- 2007: San Francisco Berlin & Beyond Festival (2. Publikumspreis: The Transatlantic Feedback)
- 2007: Würzburger Filmtage (Publikumspreis Bester Dokumentarfilm: The Transatlantic Feedback)
- 2007: Milan Doc Festival (Bester Schnitt: The Transatlantic Feedback)
- 2008: Adolf-Grimme-Preis (Buch & Regie: The Transatlantic Feedback)
- 2014: New England Festival of Ibero American Cinema (NEFIAC) (Best Documentary: Franco's Settlers)
- 2015: Festival du Cinéma Latino Américain de Montréal (Bester Dokumentarfilm: Franco's Settlers)[4]
- 2016: Adolf-Grimme-Preis Nominierung (Buch & Regie: German Pop and Circumstance – Deutsche Pop Zustände)
- 2019: Nador Cinema Festival (Grand Prix Documentaire: Franco vor Gericht: Das spanische Nürnberg?)
- 2024: Unerhört Music Film Festival Hamburg (Publikumspreis: Mona Mur in Conversation)[5]
- 2024: Soundwatch Music Film Festival Berlin (Publikumspreis: Mona Mur in Conversation)[6]

## Bücher
- 2015: Espelkamp 1969–1999. U.a. mit dem Kapitel Jugendzentrum, S. 302–308, Herausgeber Geschichtskreis Espelkamp ISBN 978-3-9817405-0-9
- 2016: Damaged Goods: 150 Einträge in die Punk-Geschichte. U.a. mit dem Text von Dietmar Post "Monks: Black Monk Time". S. 13–15, Herausgeber Jonas Engelmann. Ventil-Verlag ISBN 978-3-95575-061-9
- 2018: Die Siedler Francos: Ein Beispiel für die Zurückdrängung des suchenden Dokumentarfilms. Eine Textsammlung herausgegeben von Lucía Palacios und Dietmar Post mit Beiträgen von Patricia Campelo, Carlos Castresana, Cristóbal Gómez Benito, Christoph Haas, Christoph Hübner, Paco Gómez Nadal, Rafael Poch-de-Feliu, Johanna Pumb, Georg Seeßlen, Kerstin Stutterheim und Juan Zapater. ISBN 978-3-9820036-0-3
- 2021: Charles Wilp: Kunst im Rausch der Werbung, Gespräch mit Dietmar Post über die Musik von Charles Wilp, S. 109–111, Herausgeberin Sandra Abend. Verlag Morisel ISBN 978-3-94391-549-5